# YafaRay
YafaRay (Yet Another Free Raytracer) 是一款 自由，开放源代码 光线追踪 程序，它使用 XML 作为场景描述语言。最近，它被整合到了三维创作套件 Blender中，Blender可以通过YaFray来渲染场景。
Yafray 渲染出来的图片具有照片级的真实感。  
它的许可是使用 GNU Lesser General Public License (LGPL).

## 特点

### 渲染
Global Ilumination（全局光照）
YafaRay 使用 全局光照 来让三维场景生成真实感的图片。使用 蒙特卡诺法-来获得加速和计算模拟。
Skydome Ilumination（天穹光照）
这种光照系统是基于光从天空中发射，并把它对软阴影的贡献计算在内的一种设计。这种光照可以从 高动态范围图片中获得。
Caustics（焦散）
YafaRay 使用 光子贴图 来获得 焦散 效果（光线通过折射／反射而变出分光的效果 比如 明亮的玻璃）。如果表现半透明的材质效果也有正在开发的 浅表面反射 光影模型（shader）.
Depth of field（景深）
这种在聚焦时候的 景深效果可以通过yafray完成。当一个点被定焦后，远处的物体就会失去焦点而在画中变得模糊。
Blurry reflections（反射模糊）
如果一个表面不是完美的 反射，它就会把光变形。这种变形会随着物体的远近有不同表现。YafRay 可以模拟这种现象。

### 架构
Modular framework（模块化框架）
Yafaray 的特点是模块化结构，使用一个 内核来将其他部分的渲染结构联系起来：场景装载器，光影效果。这些都是通过一个应用程序界面（API）来交流，这样就可以开发更多的渲染插件，让其他的三维创作套件也可以使用 Yafray。支持的软件套件有 Blender，Wings 3D 和 Aztec.
Cross-platform（跨平台）
Yafray 完全使用C++开发。这个特性可以让它有很好的移植性，它有很多种在各种不同平台上预编译的 二进制包 比如：GNU／Linux，Windows 9x/XP/2000, Mac OS X 和 Irix。Yafray 可以是一个单独使用的渲染引擎，它有自己的场景描述语言和格式。这样就可以直接使用 命令行 来调用它，或者用脚本语言，等等。这样它也可以进行并行 或者 分布式 渲染。

## 其他参考
- POV-Ray，另一个光线追踪软件。
- LuxRender，基于物理光照的渲染软件。